# الناصر شهاب الدين أحمد
الملك الناصر شهاب الدين أحمد بن الناصر محمد بن قلاوون الصالحي .(ولد بالقاهرة - توفى بالكرك 1344). خامس عشر سلاطين الدولة المملوكية ، وثالث من تربع على عرش السلطنة من أبناء السلطان الناصر محمد بن قلاوون. نصب سلطانا وهو في الكرك في عام 1342م. وبقي على تخت السلطنة نحو ثلاثة شهور.

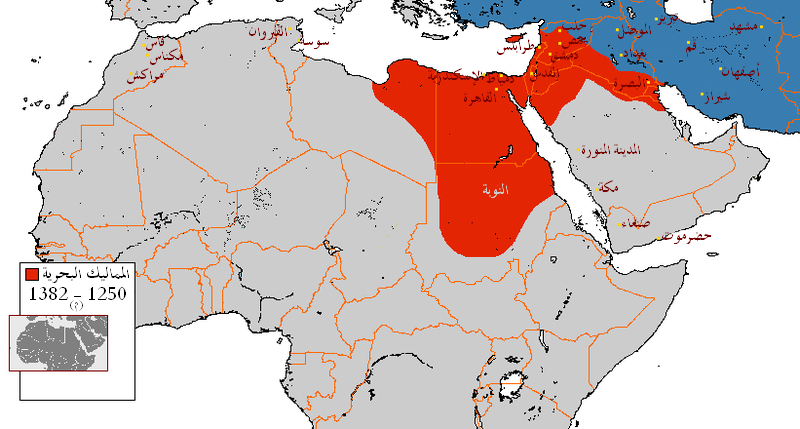
السلطنة المملوكية بأوج عزها

## ما قبل السلطنة
كان شهاب الدين أحمد ابنا للسلطان الناصر محمد وحفيدا للسلطان المنصور قلاوون. كانت أمه مغنية وجارية عند الناصر محمد اسمها بياض. شهاب الدين أحمد ولد في القاهرة وأرسله أباه إلى الكرك لتعلم الفروسية فبقى هناك إلى أن مات الملك الناصر فسمح لأخيه سيف الدين أبو بكر الذي كان يصغرة بتولى السلطنة بدلا منه. في عام 1341 قام الأمير قوصون بخلع السلطان أبو بكر ونصب أخيه كجك سلطانا وكان في نحو السابعة من عمره فأصبح قوصون الحاكم الفعلى للبلاد حتى قبض عليه كبار الأمراء بزعامة الأمير أيدغمش في عام 1342 وأودع في السجن وخلع كجك وأصبحت البلاد بلا سلطان وخرج الناس إلى الشوارع يحرقون وينهبون ممتلكات قوصون ومماليكه وأمرائه.
اتفق الأمراء على تولية شهاب الدين أحمد السلطنة ومنحه ممتلكات وأموال قوصون فدعى له على المنابر بلقب السلطان الملك الناصر أحمد على لقب أبيه، وبعثوا ببعض الأمراء من ضمنهم بيبرس الأحمدى وجنكلى ابن البابا إلى الكرك لاحضاره إلى مصر وتبعهم بعض العامة برايات صفراء بعد أن طلبوا من الأمير أيدغمش بأن «يزودهم ليروحوا إلى أستاذهم الملك الناصر ويجيئون بصحبته». إلا أن الناصر أحمد بدلا من مقابلة الأمراء بعث اليهم من يأمرهم على لسانه بالذهاب إلى غزة والانتظار هناك. تلك الفعلة أدهشت الأمراء وأقلقت الأمير أيدغمش الذي كان يستعجل وصول السلطان بسبب خوفه من تطور هياج العامة في شوارع القاهرة والأحداث الدائرة إلى مالا يحمد عقباه فأخفى ما فعله الناصر أحمد وأشاع أنه قادم. ثم تسلم أيدغمش رسالة من شهاب الدين أحمد يشكره فيها ويطلب منه حكم البلاد حتى يصل إلى مصر. في تلك الأثناء أفرج عن أخوة السلطان المخلوع أبو بكر الستة والذين كان قوصون قد أودعهم في السجن بقوص وفرحت العامة وهرعت اليهم وأحتفلت بوصولهم إلى القاهرة. وعاد بعض الأمراء الذين انتظروا شهاب الدين في غزة إلى الكرك مرة آخرى وطلبوا مقابلته إلا أن شهاب الدين رفض مقابلتهم للمرة الثانية وأعادهم إلى غزة ومعهم رسالة منه لبقية الأمراء في غزة لما فتحوها وجدوه يثنى عليهم فيها ويأمرهم بالعودة إلى مصر فبهت الأمراء وغضبوا من سلوك شهاب الدين وأرسلوا إلى أيدغمش في القاهرة يخبرونه بما جرى. إلا أن رسل شهاب الدين وصلوا إلى القاهرة وأخبروا أيدغمش بأن السلطان شهاب الدين قد ركب الهجن وأنه في طريقه إلى مصر فخرجت العامة لاستقباله إلا أن رسول أخر وصل إلى القاهرة وأخبر أيدغمش أن السلطان سيدخل القاهرة في الليل من باب القرافة ثم سيدخل القلعة من باب السر.

## الوصول إلى القاهرة
وصل شهاب الدين أحمد إلى القاهرة في الليل في أواخر شهر رمضان. ودخل القلعة بالطريقة التي وعد بها وكان ملثما ويرتدى ثيابا مفرجة وفي صحبته عشرة من أعراب الكرك، مما جعل أيدغمش وبقية الامراء يتعجبون من أمره.
في الصباح دقت البشائر بالقلعة وزينت القاهرة. وأستدعى السلطان أيدغمش وقال له: «أنا ما كنت أتطلع إلى الملك، وكنت قانعا بذلك المكان (يقصد الكرك), فلما سيرتم في طلبى ما أمكننى الا أن أحضر كما رسمتم». ثم كتب أيدغمش عن السلطان إلى أمراء الشام يعلمهم بوصوله إلى مصر ووضع على المكتوب العلامة السلطانية للملك الناصر أحمد والتي كانت: «المملوك أحمد بن محمد»  لم يعجب أمراء الشام سلوك السلطان فكتبوا إلى أيدغمش طالبين منه أن يقابلهم هو والأمراء في سرياقوس لمناقشة الأمر.
في يوم عيد الفطر خالف السلطان الناصر أحمد العادات والتقاليد المملوكية التي تبعها أسلافه من السلاطين فلم يصل صلاة العيد ومنع سماط العيدالسلطانى آمرا أن يعمل كل أمير سماطه في بيته وخلا بنفسه في القلعة مع خاصيته الذين قدموا معه من الكرك. وجلس على تخت الملك لأول مرة في العاشر من شهر شوال.
استقبل الأمير أيدغمش أمراء الشام وقضاتها ووزرائها ونواب قلاعها تحت القلعة وراح الأمير قطلوبغا الفخرى يحدثه عن غرابة سلوك السلطان وارتدائه لثياب الأعراب واختصاصه بأصحابه الذين قدموا معه من الكرك واقامة أحدهم وهو أبو بكر البذدار حاجبا له. فطلب أيدغمش من الأمراء الموافقة على خلعه واعادته إلى الكرك فرفض الأمير طشتمر حمص أخضر وتبعه الأمراء.
ثُم أمر السلطان بتنصيب الأمير طشتمر حمص أخضر نائبا للسلطنة وجعل صاحبيه من الكرك يوسف وأبو بكر البزدار مقدمان للدولة وخلع عليهما فازداد نفوذهما وانهمكا في اللهو مع رفاقهما الكركيين ونهبا الأموال حتى أصبح يطلق عليهما أرباب الأموال. وراح السلطان يهب أصحابه من الكرك ويغدق عليهم بالكثير ثم قبض على نائبه طشتمر حمص أخضر لكثرة معارضته له وترفعه على الأمراء وأمر بالقبض على الأمير قطلوبغا الفخرى الذي كان قد عينه نائبا على الشام.

## العودة إلى الكرك
اخبر الناصر أحمد الامراء أنه ذاهب إلى الكرك للإقامة بها لمدة شهر ثم يعود إلى مصر وطلب من الخليفة العباسي الحاكم بأمر الله الذهاب معه. وبعد أن ودع الأمراء عند قبة النصر خارج القاهرة بدل ثيابة وأرتدى ثياب الأعراب وتلثم. وبعد أن وصل إلى الكرك منع الذين اصطحبوه في سفره من دخول الكرك باستثناء كاتب سره وناظر الجيش وأمر الخليفة العباسي بالمضى إلى القدس.
أحضرا الأميران قطلوبغا وطشتمر حمص أخضر إلى الكرك حيث سجنا بقلعتها وأهين قطلوبغا ونكل به وأمر السلطان باحضار حريمه إلى الكرك حيث أسيء اليهن وسلبن من كل شيء حتى ثيابهن. ونهبت ممتلكات طشتمر وقطلوبغا بمصر ونقلت إلى الكرك. وراح السلطان يحصن الكرك ويشحنها بالغلال والأقوات.

## خروج الأمراء على السلطان
غاب الناصر أحمد ولم يعد إلى القاهرة كما وعد فقلقت العامة وتسائلت وأصاب الأمراء غم شديد بسبب ما حدث لقطلوبغا الفخرى في الكرك وخافوا من نشؤ أضطرابات في البلاد خاصة بعد أن بلغهم أن مماليك الأمراء المقبوض عليهم قد باطنوا بعض الأمراء وأوشكوا على التمرد. فاتفق الأمراء على إرسال مكتوب إلى السلطان ليعلموه بفساد الأحوال في مصر ويستعجلوه العودة. إلا أن السلطان رد عليهم برسالة تقول: «أنى قاعد في موضع أشتهى، وأى وقت أردت أحضر اليكم». ثم وردت الأنباء إلى القاهرة بأن السلطان قد قتل قطلوبغا وطشتمر فغضبوا وقرروا خلعه وتنصيب اخيه عماد الدين إسماعيل.
خلع الأمراء السلطان الناصر أحمد بعد سلطنة سيئة الذكر دامت نحو ثلاثة شهور، قضى منها نحو خمسين يوما في الكرك، قام خلالها بتقديم خاصكيته من الكرك على الأمراء وولاهم المناصب وأغدق عليهم فنهبوا وعاثوا في البلاد فسادا. وقتل وسجن بعض الأمراء المرموقين كما قام بنقل أغنام أبيه وذهبه وجواهره وأغنام الأمير قوصون وأفضل الخيول والهجن إلى الكرك. وسلب مجوهرات جوارى أبيه والذهب الذي كان يزين أجزاء من القلعة وبعض قبابها و«ما ترك بالقلعة مالا حتى أخذه». وارسلت التجريدات إلى الكرك وحوصرت ونصب عليها المنجنيق. وطلب منه إعادة ما نهبه من مصر والا هدمت الكرك حجرا حجرا. وقبض على الناصر أحمد وقتل في عام 1344 وأرسلت رأسه إلى القاهرة.
وصفه ابن تغرى بأنه كان «أحسن إخوته وجهًا وشكلًا وكان صاحب لحية كبيرة وشعر غزير وكان ضخمًا شجاعًا صاحب بأس وقوة مفرطة وعنده شهامة مع ظلم وجبروت وهو أسوأ أولاد الملك الناصر سيرة مع خفة وطيش».

## نقود شهاب الدين أحمد
نقش اسمه وألقابه على نقوده كالأتى: «السلطان الملك الناصر شهاب الدنيا والدين». كما نقش عليها لقب أبيه: «الملك الناصر».
مصطلحات مملوكية وردت في المقال: 
- أستاذ: ولى نعمة المملوك اى سلطانه أو أميره الذي يدين له بالولاء.
- حاجب: حارس بلاط السلطان يسمح ويمنع دخول الأفراد.
- خاصكية: جماعة مقربة كانت تحيط بالسلطان أو الأمير. جلساء السلطان وأقرب المماليك السلطانية اليه، منهم كان يتكون حرسه الخاص.
- نائب السلطنة: نائب السلطان بالقاهرة وكان من ألقابه «كافل الممالك الشريفة الإسلامية الأمير الأمرى» مما يوضح سمو منصبه.
- نائب: أمير ينصبه السلطان نائبا عنه في مدينة أو منطقة. كنائب الكرك أو نائب الشوبك. وهو ليس نائب السلطنة الذي كان يقيم بالقاهرة.
- علامة سلطانية: رسم توقيع السلطان واشارته التي كان يضعها على مستنداته ورسائله.
- سماط: مائدة. وهي من كلمة سميط التركية (خبز).السماط السلطانى كان يفرش في الأعياد والمناسبات.

## فهرس وملحوظات
1. ↑  المقريزى، 3/355
2. ↑  ابن اياس، 105
3. ↑  بعض المؤرخين يعتبرون شجر الدر أول سلاطين المماليك. في تلك الحالة يكون الناصر شهاب الدين أحمد السلطان المملوكى السادس عشر وليس الخامس عشر (قاسم، 22).
4. ↑  شفيق مهدى, 120
5. ↑  ابن تغرى, سلطنة الملك الناصر أحمد
6. ↑  كانت أم السلطان شهاب الدين أحمد "بياض" مغنية من عتقاء الأمير بهادر آص رأس نوبة, ثم انتقلت إلى بلاط السلطان الناصر حيث حظيت عنده وولدت شهاب الدين أحمد. فيما بعد تزوجت من الأمير ملكتمر السرجوانى. -(المقريزى, 3/355
7. ↑  المقريزى, 3/356
8. ↑  المقريزى, 3/357
9. 1 2  المقريزى, 3/361
10. ↑  المقريزى, 3/362
11. ↑  المقريزى, 368/2
12. ↑  شفيق مهدى, 121
13. ↑  المقريزى, 3/376
14. ↑  المقريزى, 3/
15. ↑  المقريزى, 3/388 و 404
16. ↑  المقريزى, 3/ 412
17. ↑  ابن تغرى، 72/102
18. ↑  شفيق مهدى, 122